# Walter Cunningham
Ronnie Walter Cunningham (16 tháng 3 năm 1932 – 3 tháng 1 năm 2023) là cố phi hành gia, phi công chiến đấu, nhà vật lý, doanh nhân, nhà đầu tư mạo hiểm và tác giả của quyển sách năm 1977 The All-American Boys. Ông là phi hành gia dân sự thứ ba của NASA (sau Neil Armstrong và Elliot See) và từng làm phi công mô-đun Mặt Trăng trong sứ mệnh Apollo 7 vào năm 1968.

## Tiểu sử

### Đầu đời, giáo dục và sự nghiệp quân đội
Cunningham chào đời ngày 16 tháng 3 năm 1932 tại Creston, Iowa. Ông tốt nghiệp trường Trung học phổ thông Venice ở Los Angeles, California vào năm 1950. Tòa nhà khoa học của trường đã được đặt tên là Cunningham Hall để vinh danh ông.
Sau đó, Cunningham tiếp tục học tại trường Cao đẳng Santa Monica gần đấy cho đến khi gia nhập Hải quân Hoa Kỳ vào năm 1951. Ông bắt đầu huấn luyện bay vào năm 1952 và phục vụ tại ngũ với tư cách phi công chiến đấu cho Thủy quân lục chiến Hoa Kỳ từ năm 1953 đến năm 1956, thực hiện 54 nhiệm vụ với tư cách phi công chiến đấu ban đêm ở Hàn Quốc. Các cuộc thảo luận về đình chiến vẫn đang diễn ra khi Cunningham bắt đầu sang Hàn Quốc và Hiệp định đình chiến Triều Tiên đã được ký kết ngay trước khi ông đến nơi. Từ năm 1956 đến năm 1975, ông phục vụ trong Lực lượng Dự bị Thủy quân lục chiến Hoa Kỳ và nghỉ hưu khi đang ở cấp bậc đại tá.
Cunningham kết hôn với Lo Ella Irby ở Norwalk, California và có hai người con, Brian cùng Kimberley. Về sau họ đã ly hôn. Ngoài chị em gái và các con, ông còn vượt nỗi đau qua nhờ người vợ thứ hai, nữ doanh nhân đã nghỉ hưu ở Houston Dorothy "Dot" Cunningham.
Sau khi hoàn thành nghĩa vụ quân sự, Cunningham tiếp tục việc học tại Cao đẳng Santa Monica trước khi chuyển sang Đại học California, Los Angeles (UCLA) vào năm 1958. Cunningham đã nhận bằng Cử nhân Nghệ thuật loại xuất sắc năm 1960 và bằng Thạc sĩ Nghệ thuật loại xuất sắc năm 1961, đều về ngành vật lý từ UCLA. Ông đã hoàn thành tất cả các yêu cầu ngoại trừ luận án để lấy bằng PhD về vật lý tại UCLA trong thời gian làm việc cho RAND Corporation, nơi ông đã làm việc trong ba năm trước khi được NASA lựa chọn.

### Sự nghiệp NASA

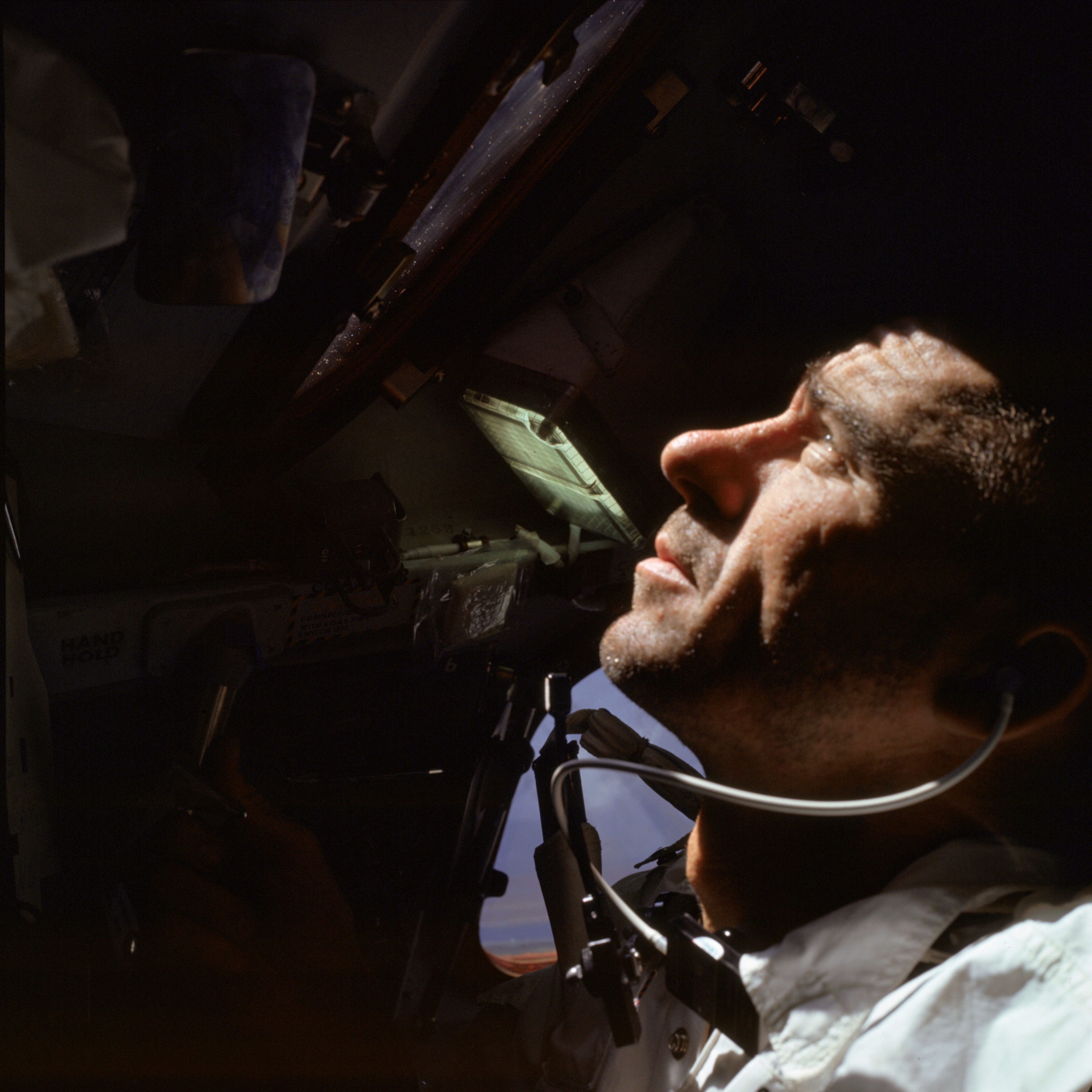
Cunningham trong sứ mệnh Apollo 7

Vào tháng 10 năm 1963, Cunningham được NASA lựa chọn vào nhóm phi hành gia thứ ba. Ngày 11 tháng 10 năm 1968, ông đảm nhận ghế Phi công Mô-đun Mặt Trăng cho chuyến bay kéo dài 11 ngày của Apollo 7, phi vụ phóng đầu tiên của sứ mệnh Apollo có người lái. Chuyến bay không mang theo mô-đun Mặt Trăng và Cunningham chịu trách nhiệm về tất cả các hệ thống tàu vũ trụ, ngoại trừ hệ thống phóng và điều hướng. Phi hành đoàn luôn bận rộn với vô số cuộc thử nghiệm hệ thống, bao gồm cả việc hoàn thành thành công khởi động động cơ mô-đun dịch vụ và đo lường độ chính xác của hệ thống tàu vũ trụ. Sau sứ mệnh, Cunningham tiếp tục lãnh đạo bộ phận Skylab của Ban Giám đốc Phi hành đoàn Chuyến bay (Flight Crew Directorate) và rời NASA vào năm 1971.
Cunningham đã tích lũy được hơn 4.500 giờ bay, trong đó có hơn 3.400 giờ bay trên máy bay phản lực và 263 giờ trong không gian.

### Cuộc sống sau này
Năm 1974, Cunningham tham dự Chương trình Quản lý Nâng cao kéo dài sáu tuần của Trường Kinh tế Harvard và sau đó làm doanh nhân và nhà đầu tư trong một số dự án kinh doanh tư nhân. Năm 1977, ông xuất bản The All-American Boys, một sự hồi tưởng về những tháng ngày còn làm phi hành gia của ông. Ông cũng là người đóng góp chính và là người viết lời tựa cho cuốn sách lịch sử không gian In the Shadow of the Moon năm 2007. Năm 2018, Cunningham gia nhập tổ chức Back to Space với tư cách là Nhà tư vấn Phi hành gia với mục tiêu truyền cảm hứng lên Sao Hỏa cho thế hệ tiếp theo.
Năm 2008, NASA đã trao tặng Cunningham Huân chương Thành tích Xuất sắc (Distinguished Service Medal) cho sứ mệnh Apollo 7. Ông trở thành người dẫn chương trình trò chuyện trên đài phát thanh và diễn giả trước công chúng, làm cố vấn cho các công ty công nghệ mới thành lập và là chủ tịch Ủy ban Hàng không Vũ trụ Texas.

### Qua đời
Cunningham qua đời tại Houston vào ngày 3 tháng 1 năm 2023 do biến chứng từ một cú ngã, hưởng thọ 90 tuổi.

## Quan điểm về biến đổi khí hậu
Cunningham bác bỏ quan điểm khoa học về biến đổi khí hậu. Trang tiểu sử của ông tại Liên minh CO2 cho biết, "Từ năm 2000, ông đã viết và lên tiếng về trò lừa bịp rằng con người đang kiểm soát nhiệt độ của Trái Đất".
Năm 2010, Cunningham xuất bản một cuốn sách ngắn có tựa đề "Global Warming: Facts versus Faith" (Nóng lên toàn cầu: Sự thật và niềm tin). Trong một bài xã luận đăng trên tờ Houston Chronicle vào ngày 15 tháng 8 năm 2010, Cunningham tuyên bố bằng chứng thực nghiệm không ủng hộ sự nóng lên toàn cầu. Vào năm 2012, ông cùng các cựu phi hành gia khác và nhân viên NASA đã gửi một lá thư chỉ trích tới cơ quan nêu rõ điều mà họ tin là "những khẳng định chưa được chứng minh rằng carbon dioxide do con người tạo ra là nguyên nhân chính gây nên hiện tượng nóng lên toàn cầu".

## Các tổ chức
Cunningham là thành viên liên kết (associate fellow) của Viện Hàng không và Du hành vũ trụ Hoa Kỳ, thành viên (fellow) của Hội Du hành vũ trụ Mỹ (American Astronautical Society), và thành viên (member) của Hội Phi công thử nghiệm thực nghiệm (Experimental Test Pilots), Hiệp hội Địa vật lý Hoa Kỳ, Câu lạc bộ các nhà thám hiểm, Sigma Pi Sigma và Sigma Xi, Hiệp hội các nhà thám hiểm không gian, Liên minh CO2, Ủy ban hai trăm năm Cách mạng Mỹ tại Houston (Houston American Revolution Bicentennial Commission), Tiểu ban Hàng không, Phòng thương mại Houston, Quỹ Earth Awareness, và Hiệp hội quốc gia các công ty đầu tư doanh nghiệp nhỏ (National Association of Small Business Investment Companies).

## Giải thưởng và vinh dự
Cunningham đã nhận được nhiều danh hiệu quốc gia và quốc tế, bao gồm:
- Huân chương Thành tích Xuất sắc của NASA (NASA Distinguished Service Medal)[1]
- Huân chương Thành tích Đặc biệt của NASA (NASA Exceptional Service Medal)[21]
- Giải AIAA Haley Astronautics, 1969[1]
- Giải UCLA Professional Achievement, 1969[1]
- Giải Special Trustees, Viện Khoa học và Nghệ thuật Truyền hình Hoa Kỳ (Giải Emmy), 1969[1]
- Medal of Valor, Lê dương Mỹ, 1975[1]
- Giải Outstanding American, Liên minh Bảo thủ Mỹ, 1975[1]
- Được liệt kê trong Who's Who[1]
- Giải George Haddaway, 2000[1]
- Đai sảnh Danh vọng Houston[1]
- Đai sảnh Danh vọng Không gian Quốc tế, được đưa vào năm 1983[22]
- Đai sảnh Danh vọng Phi hành gia Hoa Kỳ, được đưa vào năm 1997[23]
- Đai sảnh Danh vọng Hàng không Iowa, được đưa vào năm 2003[1]
- Đại sảnh Danh vọng Hàng không và Vũ trụ Quốc tế, Bảo tàng Hàng không & Vũ trụ San Diego, được đưa vào năm 2011.[1]
- Đại sảnh Danh vọng Hàng không Quốc gia, được đưa vào năm 2018.[24]

## Trong văn hóa đại chúng
Hình ảnh Cunningham đã được khắc họa bởi diễn viên Fredric Lehne trong miniseries năm 1998 From the Earth to the Moon của HBO.